# 路易吉·贝卡利
路易吉·贝卡利（義大利語：Luigi Beccali，1907年11月19日—1990年8月29日），意大利男子田径运动员。他曾获得1932年夏季奥运会田径比赛男子1500米金牌和1936年夏季奥运会田径比赛男子1500米铜牌。